# جورج باتون (لاعب كريكت)
جورج باتون (بالإنجليزية: George Paton)‏ (1 مارس 1879 في أستراليا - 5 أكتوبر 1950) هو لاعب كريكت أسترالي. لعب مع فريق تسمانيا للكريكت.

## وصلات خارجية
- جورج باتون (لاعب كريكت) على موقع إي آس بي آن كريك إنفو (الإنجليزية)